# Bogusław Bidziński
Bogusław Bidziński (* 17. April 1973 in Bolesławiec) ist ein polnischer Opernsänger (Tenor).

## Leben
Bidziński absolvierte von 1994 bis 2000 ein Gesangsstudium an der Fryderyk-Chopin-Universität für Musik in Warschau. Er gewann Preise und Auszeichnungen bei mehreren Gesangswettbewerben, unter anderem 1999 beim Maria-Caniglia-Gesangswettbewerb in Italien und beim Internationalen Hariclea Darclée-Gesangswettbewerb in Rumänien.
2000/2001 setzte er seine Gesangsausbildung am Internationalen Opernstudio in Zürich fort. Außerdem besuchte er Meisterklassen bei Ryszard Karczykowski, Claudia Eder, Renata Scotto und Elisabeth Schwarzkopf.
Sein Bühnendebüt gab er bereits 1998 als Graf René in der Operette Der Graf von Luxemburg am Opernhaus von Szczecin. Es folgten Engagements bei der Kammeroper Schloss Rheinsberg (als Graf Almaviva in Der Barbier von Sevilla), am Teatr Wielki in Poznań und an der Nationaloper Warschau (als Lenski in Eugen Onegin).
Seit der Saison 2001/2002 gehörte Bidziński zum festen Ensemble des Opernhauses Zürich. Er war dort schwerpunktmäßig im Fach des Spieltenors und des Tenorbuffos zu hören. In Zürich sang er unter anderem Florindo in Le donne curiose von Ermanno Wolf-Ferrari, Pedrillo in Die Entführung aus dem Serail, Nathanael in Hoffmanns Erzählungen, Remendado in Carmen, Augustin Moser in Die Meistersinger von Nürnberg, Edmondo in Manon Lescaut, Gottesnarr in Boris Godunow, Aufidio in Lucio Silla, Gastone in La traviata, Normanno in Lucia di Lammermoor, Abdallo in Nabucco, Borsa in Rigoletto und Pong in Turandot. Außerdem übernahm er als festes Ensemblemitglied regelmäßig auch kleinere Rollen, unter anderem in den Opern Fidelio (Erster Gefangener) und Parsifal (4. Knappe).
Im April 2005 gab er sein Rollendebüt als Tamino in Die Zauberflöte am Teatr Wielki in Poznań.